# Гульфик (деталь одежды)

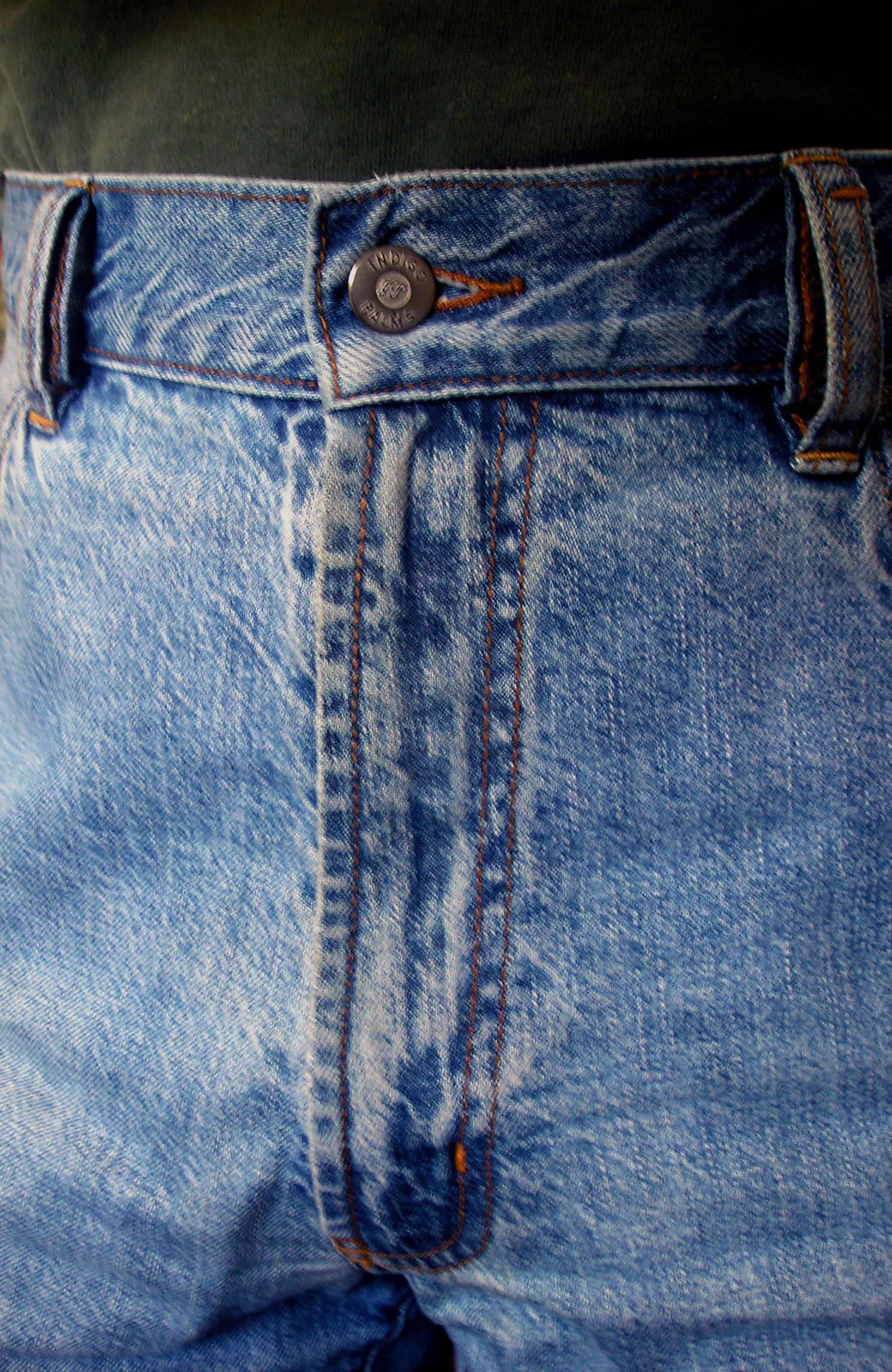
Гульфик в джинсах

Гу́льфик (от нидерл. gulp, «клапан», «лопасть», ср. с устаревшим «гульф», также ширинка) — прорезь или застёгиваемый клапан в передней части брюк или нижнего белья, деталь одежды с обмётанными петлями для обработки застежки брюк на петли и пуговицы.

## История

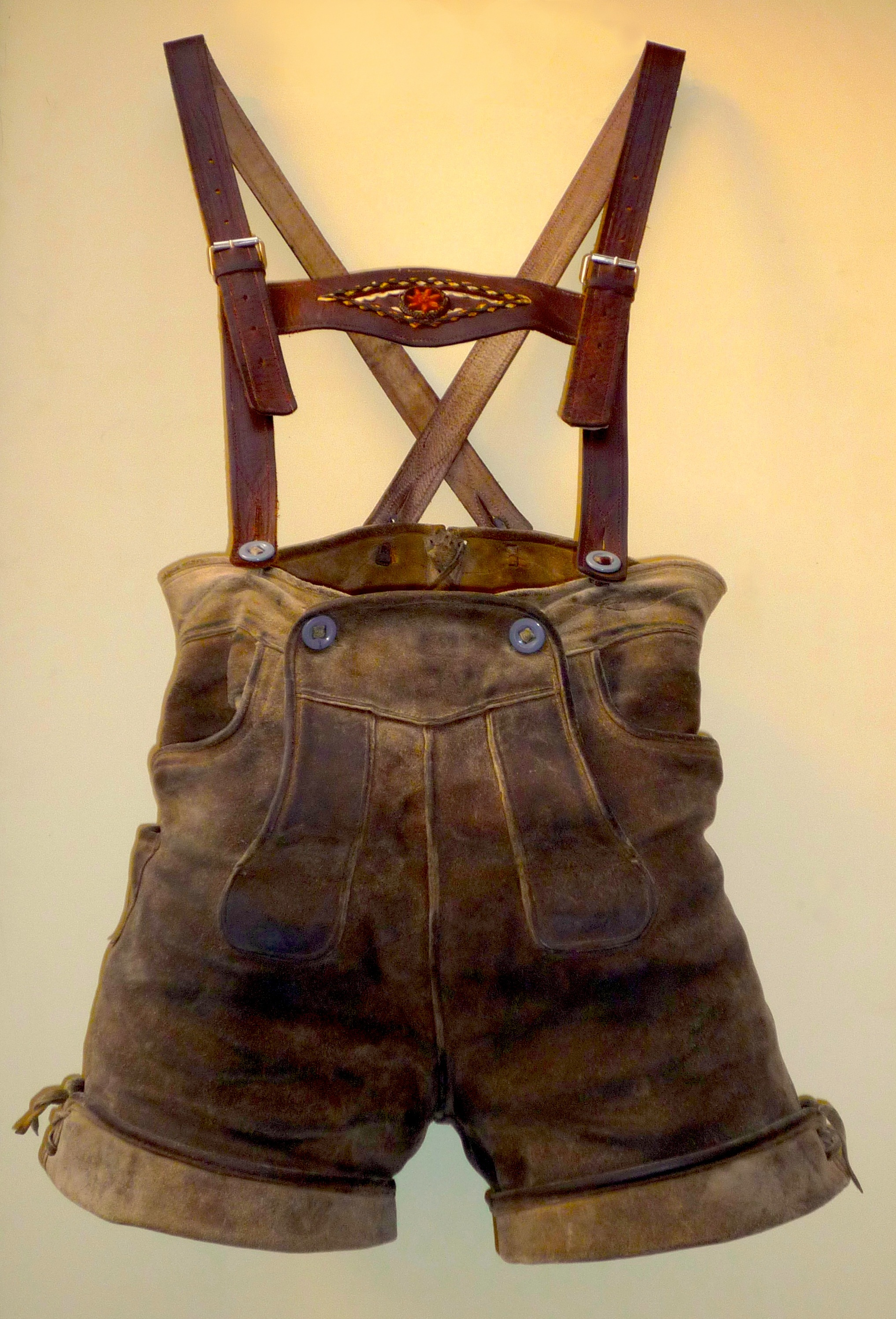
Ледерхозе с гульфиком-клапаном

В западноевропейском историческом костюме гульфик выполнялся в виде клапана, пристёгиваемого спереди к поясу и прикрывающего прорез в брюках. Этот покрой до сих пор применяется в народной одежде, например, в немецких ледерхозе, а также традиционно используется в матросских брюках.

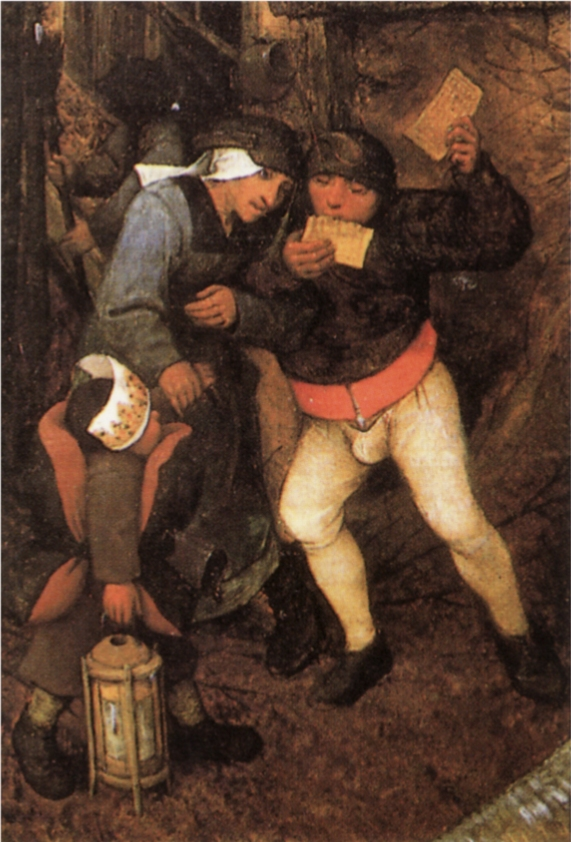
Гульфик-мешочек на картине Питера Брейгеля Старшего (1565)

С XIII—XIV века мужчины начали носить чулки-шоссы, вместе с ними носился треугольный клапан-гульфик, украшавшийся лентами и бахромой. В начале XV века гульфик превратился в объёмный мешочек, закрывающий пах; эта форма оставалась популярной до конца XVI века. С XVI века мужчины от шоссов перешли на штаны-бриджи, которые имели застёжку спереди на пуговицах.
После укорачивания жилетов в XVIII веке верх бриджей оказался открыт и для улучшения внешнего вида в 1730-х годах на брюках появился широкий клапан, пристёгивавшийся к поясу и закрывающий проём в брюках (застёжки на неприкрытых пуговицах сохранились, но вышли из моды).

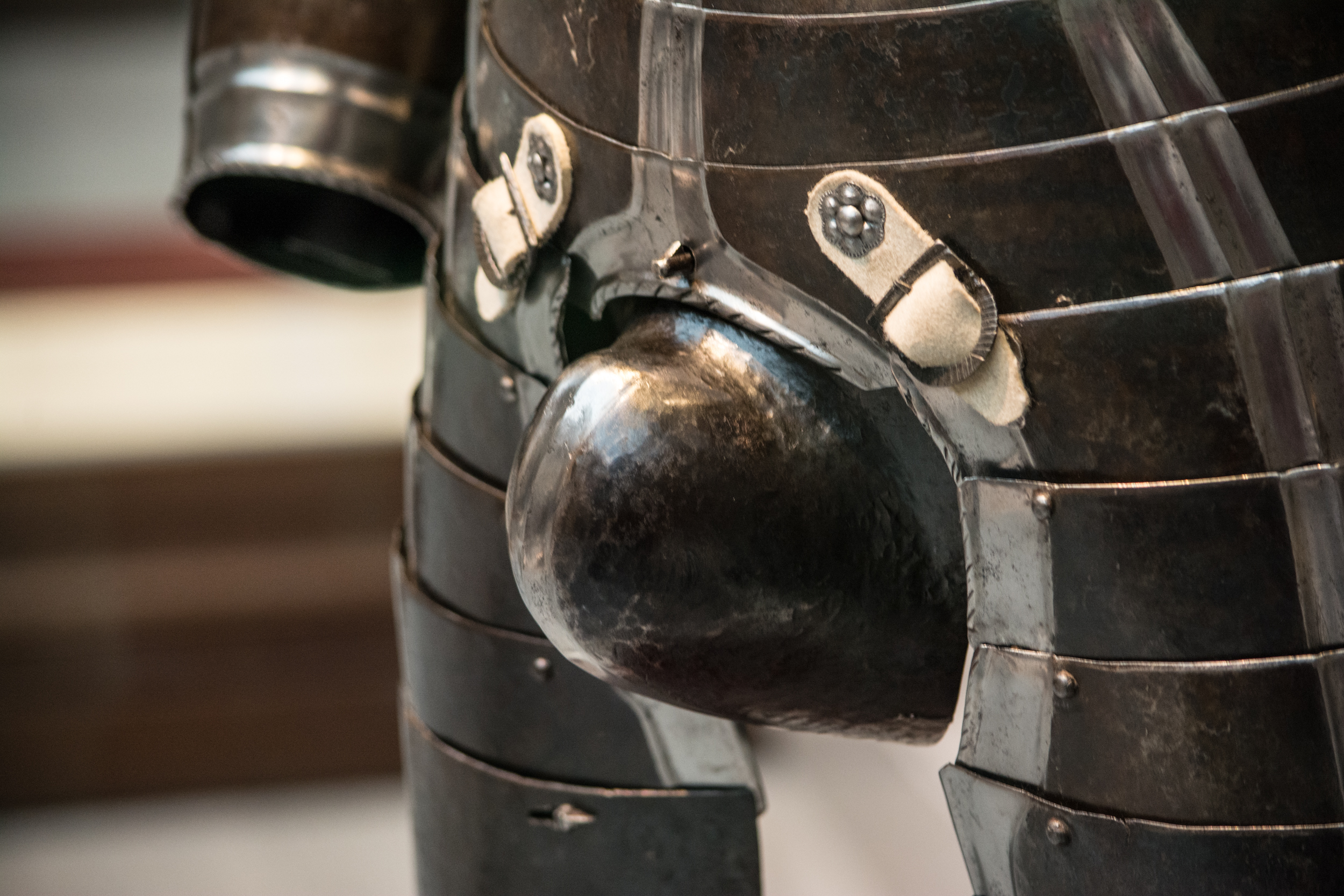

Гульфик, напоминающий современный (на «брючных» пуговицах, прикрытых полоской ткани) появился в 1820-х годах (появление самих брючных пуговиц некоторые исследователи относят к 1823 году, другие — ко времени появления «американских» подтяжек в 1787 году). Поначалу новый покрой встречал отпор. Так, в 1830 году журнал англ. The Gentleman's Magazine of Fashion отзывался о новых гульфиках как о «неделикатных и отвратительных». Гульфик-клапан сохранял популярность до 1840-х годов, а в одежде для верховой езды — до конца XIX века; новый стиль так и не был принят некоторыми группами населения, например, амишами «старого обряда». Кроме того, довольно долго гульфик-клапан сохранялся и на флоте, в униформе матросов, поскольку, в отличие от ширинки современного образца, гульфик-клапан позволял довольно быстро снять штаны попавшему в воду матросу. В частности, флотские брюки с гульфиком-клапаном до сих пор предусмотрены ГОСТом 28474-90, принятым в 1991 году. Из флотской униформы гульфик-клапан попал в женский курортный гардероб 1930-х годов: он присутствовал на длинных штанах, носившихся женщинами на пляже, однако нёс декоративную цель.
Распространение застёжки-молнии в гульфиках связано с активной рекламной кампанией американских производителей застёжек (в то время сконцентрированных вокруг Хобокена в Нью-Джерси) в середине 1930-х годов, которую один из её творцов, Сэм Кинни, описывал как «битву за гульфик». В рекламной кампании активно использовалась «зазороболезнь» (англ. gaposis): придуманные авторами рекламы жалобы на зазоры, остававшиеся между пуговицами застёжки, которые давали воздуху, свету и нескромным глазам нежелательный доступ к телу.

## Расположение
Традиционно полоска ткани прикрывает застёжку слева направо в мужских брюках. В современных женских брюках обычно используется противоположное направление (справа налево), но допускается и «мужской» способ застёжки и даже отсутствие покрытия. До середины XX века женские брюки обычно использовали не гульфик, а застёжку сзади или сбоку.

## Терминология
В русской литературе для обозначения этой детали одежды используется три термина: «гульфик», «ширинка», «брагетт» (от фр. braguette). Источники расходятся в точных значениях этих терминов и их соответствии трём типам гульфика: клапану (англ. drop fall, fall fly), мешочку (англ. codpiece), современному покрою (англ. fly front; в английском есть также словосочетание для застёжки брюк сзади, англ. fly back).
- Большинство словарей считает «гульфик» и «ширинку» синонимами[15][16][17]. Некоторые авторы подчёркивают эволюцию слова «гульфик» от куска ткани, прикрепляющегося на штаны до современной «передней планки разреза брюк»[2][18].

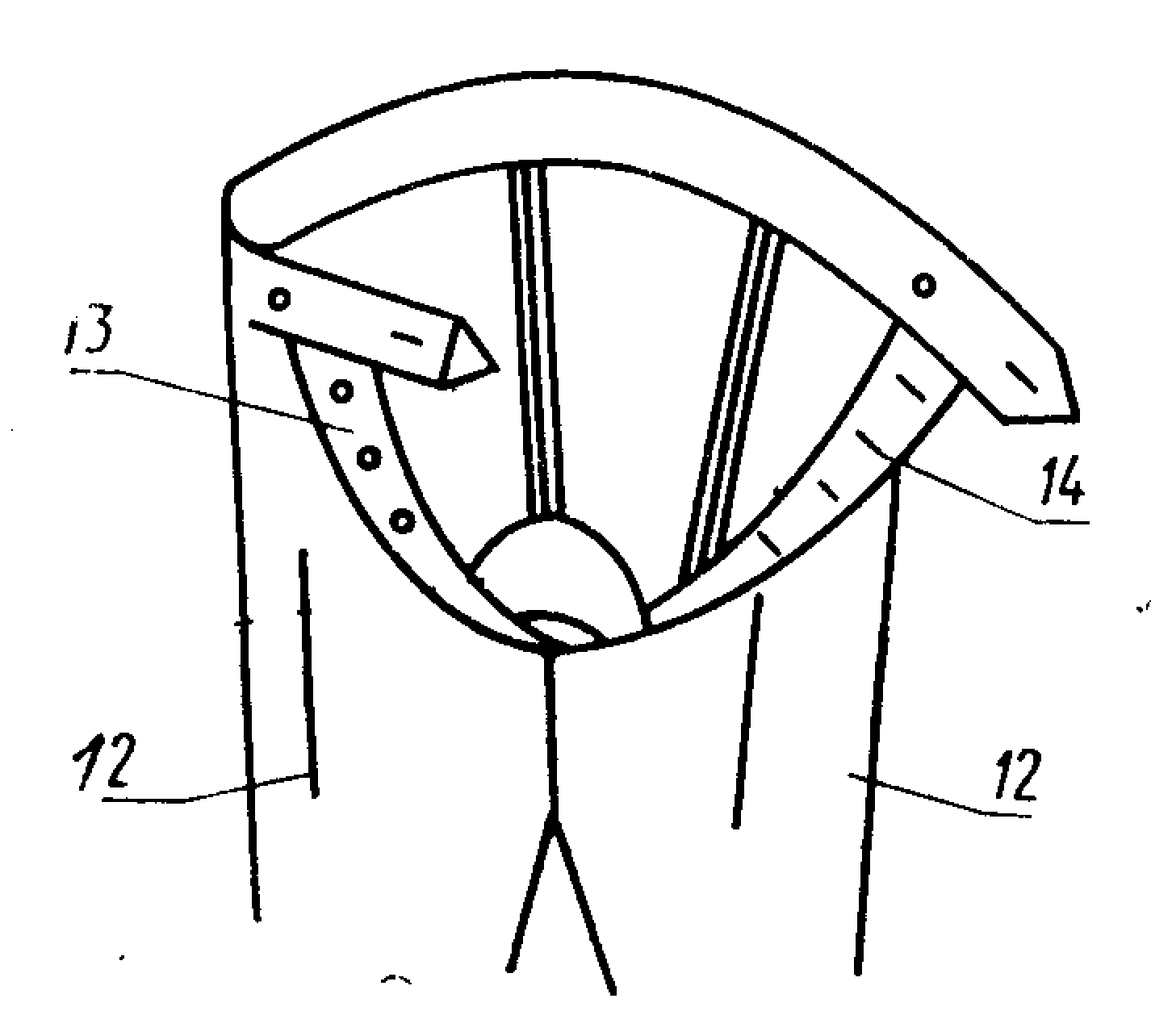
Гульфик (14) в ГОСТ 22977-89

- ГОСТ 22977-89 определяет гульфик как часть застёжки брюк (деталь с петлями для пуговиц).
- Некоторые авторы используют термин «гульфик» лишь для описания мешочка в историческом костюме как особой разновидности ширинки[19][20].
- «Брагетт» (иногда «браггет») используется только при описании исторических костюмов, обычно гульфика-мешочка[2][21].

Р. В. Захаржевская также использует для обозначения гульфика-клапана слово «понт». Также для обозначения гульфика-клапана используется слово «лацбант», главным образом обозначая подобный гульфик на флотских брюках.

## В культуре

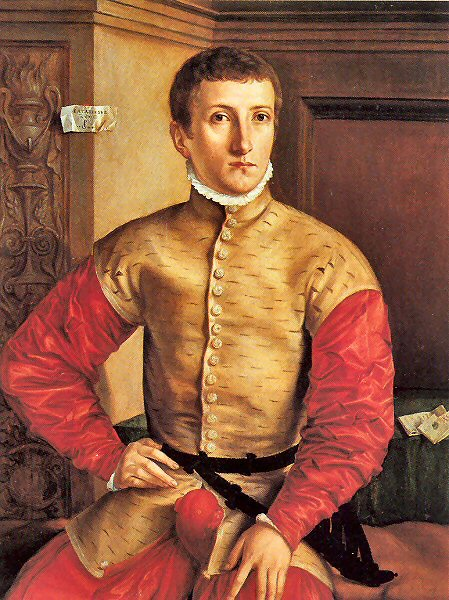
Гротескный гульфик на немецком портрете середины XVI века

Как часть одежды, прикрывающая мужские половые органы, гульфик всегда имел символическое значение. Так, гульфик-мешочек иногда приобретал гротескные формы, имитируя эрегированный половой член.
В третьей книге «Гаргантюа и Пантагрюэля» Рабле один из главных героев, Панург, объявляет, что гульфик — это главный доспех воина, и подробно аргументирует это утверждение. М. М. Бахтин, рассуждая о «ряде одежды», разработанном Рабле, отмечает «особое внимание», уделённое гульфику. По Бахтину, Рабле через этот элемент связывает ряд одежды с рядом половых непристойностей.